# ペンシルロケット

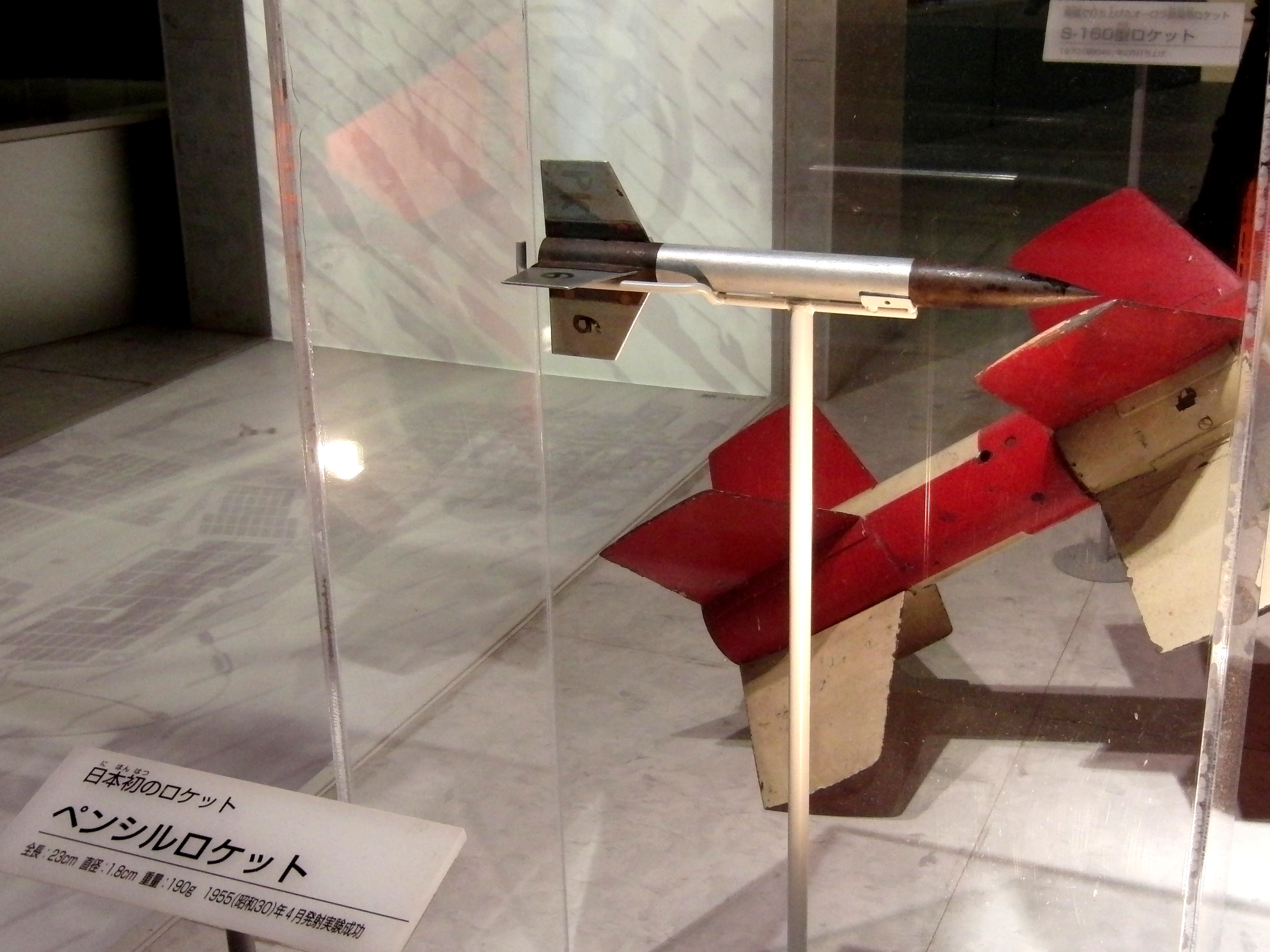
ペンシルロケット（国立科学博物館の展示）

ペンシルロケットは、日本で東京大学教授糸川英夫を責任者に開発が進められ、1955年（昭和30年）4月12日に発射試験が初成功した小型ロケットシリーズである。初の発射は、東京都国分寺市にあった半地下式銃器発射場を改造した施設で水平方向に行われ、近くには「日本の宇宙開発発祥の地」碑が建てられている。開発名は「タイニー・ランス」。
太平洋戦争に敗れた日本は、連合国軍最高司令官総司令部（GHQ）により航空機研究が禁じられた。戦時中の軍用機開発から音響工学の研究に転じていた糸川は、1952年の渡米時にアメリカ合衆国の宇宙ロケット計画を知り、追いつく第一歩としてロケット旅客機開発を着想。東京大学生産技術研究所AVSA（Avionics and Supersonic Aerodynamics：アビオニクス及び超音速空気力学）班がペンシルロケットの開発と発射実験に取り組んだ。

## 概要
戦後日本における初の実験用ロケットである。1954年に年間予算560万円で開発が開始された。予算の制約から超小型の火薬式ロケットを実験装置として使用し、鉛筆（ペンシル）のようであるところからこの愛称が生まれた。
合計150機あまりが発射された。ロケットとしては非常に小さく、また、能力もペイロードを載せられるような代物ではなかったものの、単体でロケットシステムとして成立しており、ノーズコーンや尾翼の材質、形状、重心の変化等による空力特性の変化による分散の影響などが調べられた。後のカッパロケットやラムダロケットの開発時におけるフラッター現象の解析においては、これらのデータが有効に活用されたという。
小さいがゆえに何度も実験が可能なペンシルロケットによりロケット関数（係数）が算出され、現在も世界のロケット開発に応用されている。
当初はロケットを応用すべき航空宇宙的な研究対象として、成層圏上層（大気界面）の超高速飛行などを検討していた。宇宙科学研究所（ISAS）のサイト「宇宙研物語」によれば、そのような上層であれば希薄大気であるから温度上昇の問題も抑えられ、（対流圏の現象である）気象などの影響も少なく、東京～サンフランシスコ間なら4時間ぐらいで安全に飛行できる、といったものが「糸川の高速飛翔体構想」だった、と述べられている。これが、糸川が新聞の取材に応じて語ったことで世に出た記事は、「ロケット旅客機」「20分で太平洋横断」といった見出しが踊るもので、実際に製作した秋葉鐐二郎によれば「ボール紙で作ったロケット」が「試作した国産ロケット一号」というキャプション付きで紹介されるといったものだった。このため（後のNASPのような）スペースプレーンを目指していた、という印象が広まっている。しかしそのように広まったことで、文部省関係者などの目にとまって後の国際地球観測年に向けた宇宙科学との連携のきっかけになり、日本の固体燃料ロケット開発を大きく進めることにつながった。

## 国分寺実験
1955年3月に、東京都国分寺市でペンシルロケットの水平発射実験を行った。この実験は全長230mmのペンシル標準型を使用して行われ、長さ1.5mの水平発射台から発射されたロケットがスクリーンを貫きながら飛翔するというものだった。最初の実験は3月11日に行われ、3月23日までに29機のペンシルロケットが発射された。尾翼の取り付け角度や弾頭の重量などにバリエーションがあり、様々なロケット側の条件で基礎的なデータが収集された。

## 千葉実験
1955年6月には当時千葉県千葉市にあった東京大学生産技術研究所に場所を移し、50mの船舶用実験水槽を改造したピットにおいて、引き続きロケットを水平発射する実験が行われた。この実験では全長300mmに大型化したペンシル300型や、二段式ペンシル、無尾翼ペンシルなどが使われた。実験中、発射台に装着される途中だった二段式ペンシルが配線ミスの為に誤って発射されるという事故が起きたが、大事には至らなかった。しかし、以後2段式ペンシルの第2段着火に同型の時限装置が用いられる事はなかった。

## 道川実験
1955年8月からは秋田県の道川海岸でロケットを斜め上方に打ち上げる実験を行った。8月6日午後2時18分に行われた最初の打ち上げは、発射台の欠陥によってロケットが発射直後に砂浜に落下して失敗に終わった。発射台はただちに改良され、午後3時32分の二度目の実験で打ち上げに成功した。使用されたのはペンシル300型で、燃料に含まれていた四塩化チタンにより煙をひきながら16.8秒間ほど飛行した後、700m離れた海面に落下した。到達高度は600mだった。ペンシルロケットの斜め打ち上げ実験は8日で終了し、計画はより大型のベビーロケットに受け継がれた。総飛翔数は6機であった。

## 構成・諸元
日本油脂の固体推進剤製造設備の関係から、即座に供給可能な推進薬の例として朝鮮戦争時にバズーカ用に生産された全長123mm、直径9.5mm、内径2mm、1本5,000円のダブルベース火薬が提示され、このサイズに合わせて機体の設計が行われた。推進薬としては前述のダブルベース火薬をベースに、過塩素酸カリウムを減量してグラファイトを増量するなど、組成を変更し安全性を高めたものを村田勉が新たに開発した。推進剤の点火薬としては黒色火薬が用いられた。機体の材料には太平洋戦争中航空機用として製造され富士精密工業の材料倉庫に眠っていたジュラルミン チ-201 を使用し、熱環境が厳しい先端部には真鍮やステンレスを用いている。機体の設計は垣見恒男、ノーズコーンや尾翼の設計は玉木章夫が行った。

### ペンシル
- 全長：230mm
- 重量：0.202kg
- 外径：18mm

### ペンシル300
- 全長：300mm
- 重量：0.251kg
- 外径：18mm

### 二段式ペンシル
- 全長：460mm
- 重量：0.367kg
- 外径：18mm

## 再現実験と顕彰・記念活動
宇宙科学研究所では2005年、原点であるペンシルロケットの実験から50周年となるのを記念して再現実験を実施した。実験は能代多目的実験場で行われた後、幕張メッセで行われたイベントで披露された。
2005年、スペースシャトルミッションSTS-114において、野口聡一宇宙飛行士によってペンシルロケットの実物が国際宇宙ステーションへと持ち込まれた。
国分寺市は、実験の一つが行われた4月12日を「国分寺ペンシルロケット記念日」として、“日本の宇宙開発発祥の地”であることをアピールする展示会などを開いている。ペンシルロケット発射実験70周年にあたる2025年には、この実験に用いられたペンシルロケットを探すキャンペーンを実施している。
2024年4月、日本航空宇宙学会により航空宇宙技術遺産に認定された。

## 実機展示
- 日本
  - 国立科学博物館
  - 宇宙航空研究開発機構（JAXA）相模原キャンパス
  - IHIエアロスペース（群馬県富岡市）
  - 本庄市立本庄西小学校（埼玉県本庄市）
  - 国分寺市[8][9]

2013年時点での実機の所在確認と鑑定の結果は以下を参照
- ペンシルロケット実機の鑑定結果を日本天文学会で発表 2013年3月19日 ISASトピックス